# Silvina Frejdkes
Silvina Frejdkes (13 de septiembre de 1968) es una productora de televisión y guionista argentina.

## Carrera
Estudiante de Ciencias de la Comunicación, tuvo su gran oportunidad con Pol-Ka en la producción de Poliladron.
Ha colaborado con Ernesto Korovsky y Alejandro Quesada en la elaboración de varios guiones televisivos exitosos, como: Cien días para enamorarse, Educando a Nina, Viudas e hijos del rock and roll, Los vecinos en guerra y Graduados (que les mereció el Martín Fierro 2012).
Su colaboración con Marta Betoldi en Socias le mereció el Premio Clarín 2008.
También colaboró con Sebastián Pajoni (obras varias), Gabriela Fiore (Volver al ruedo), Marcela Guerty (Lo que el tiempo nos dejó), Patricio Vega (Un año para recordar).
Se encuentra trabajando en 100 días para enamorarse, la tira para el prime time de Telefe en 2018.